# ارباب حلقه‌ها: جنگ حلقه
ارباب حلقه‌ها: جنگ حلقه (به انگلیسی: The Lord of the Rings: War of the Ring) یک بازی رایانه‌ای منتشر شده توسط شرکت سیرا اینترتینمنت است.
این بازی در تاریخ ۸ نوامبر ۲۰۰۳ عرضه شده و سازنده آن لیکوید اینترتینمنت است.